# PARRY
PARRY는 1972년 정신과 의사 케네스 콜비(Kenneth Colby)가 구현한 챗봇의 초기 사례였다.

## 역사
PARRY는 1972년 당시 스탠포드 대학교에 있던 정신과 의사 케네스 콜비가 작성했다. ELIZA는 로저스 치료사의 농담 시뮬레이션인 반면 PARRY는 편집증 정신분열증이 있는 사람을 시뮬레이션하려고 시도했다. 이 프로그램은 개념, 개념화 및 신념(개념화에 대한 판단: 수용, 거부, 중립)을 기반으로 편집증 정신분열증이 있는 사람의 행동에 대한 조잡한 모델을 구현했다. 대화형 전략도 구체화한 만큼 ELIZA보다 훨씬 진지하고 발전된 프로그램이었다. 그것은 "태도를 갖춘 ELIZA"로 묘사되었다.
PARRY는 튜링 테스트의 변형을 사용하여 1970년대 초에 테스트되었다. 숙련된 정신과 의사 그룹은 실제 환자와 전신타자기를 통해 PARRY를 실행하는 컴퓨터의 조합을 분석했다. 33명의 정신과 의사로 구성된 다른 그룹에게는 대화 내용이 보여졌다. 그런 다음 두 그룹은 "환자" 중 누가 인간이고 누가 컴퓨터 프로그램인지 식별하도록 요청 받았다. 정신과 의사들은 단지 48%의 확률로 올바른 식별을 할 수 있었다. 이는 무작위 추측과 일치하는 수치이다.
PARRY와 ELIZA("닥터"라고도 함)는 여러 번 상호 작용했다. 이러한 교환 중 가장 유명한 것은 ICCC 1972에서 발생했는데, 여기서 PARRY와 ELIZA는 아파넷을 통해 연결되어 서로 응답했다.